# Blauwe peperkorst
Blauwe peperkorst (Rinodina griseosoralifera) is een korstmos uit de familie Physciaceae. Hij komt voor in bossen op bomen en leeft in symbiose met de alg Trebouxia.

## Kenmerken

### Uiterlijke kenmerken
Blauwe peperkorst is een korstvormig korstmos. Het thallus bereikt een diameter tot 10 cm of iets meer. Het is areolair en vaak begrensd door een bruine prothallus. De areolen zijn dof groenachtig wit, bleek grijs of grijsbruin, tot 0,2 mm breed, afgerond en plat tot licht bolvormig. De soort wordt gekenmerkt door zijn blauw- of groenachtig grijze sorediën, lichter van kleur dan het thallus. Apotheciën komen zeldzaam voor. Ze hebben een bruin schijfvormig centrum en een verhoogde witgrijze rand.

### Microscopische kenmerken
Het hymenium is 110-120 µm hoog. De parafysen ongeveer 2,5 µm breed end de toppen 5,0-5,5 µm breed. Ascosporen zijn 8 per ascus.

## Verspreiding
In Nederland is blauwe peperkorst zeer zeldzaam. Hij staat op de Nederlandse Rode Lijst (korstmossen) in de categorie 'gevoelig'.